# Lilian Thuram
Ruddy Lilian Thuram-Ulien (phát âm tiếng Pháp: [li.ljɑ̃ ty.ʁam]; sinh ngày 1 tháng 1 năm 1972) là một cựu cầu thủ bóng đá chuyên nghiệp người Pháp từng chơi ở vị trí hậu vệ.
Ông bắt đầu chơi bóng chuyên nghiệp tại quê hương của mình với Monaco và chơi ở giải đấu hàng đầu tại Pháp, Ý và Tây Ban Nha trong hơn 15 mùa giải, với những khoảng thời gian đáng chú ý ở Serie A với cả Parma và Juventus trước khi kết thúc sự nghiệp của mình tại Barcelona. Với Pháp, Thuram là cầu thủ chủ chốt của đội tuyển vô địch FIFA World Cup 1998; đội của ông cũng đã vô địch UEFA Euro 2000, và ông đã giúp họ giành vị trí á quân tại FIFA World Cup 2006. Thuram là cầu thủ ra sân nhiều nhất trong lịch sử của Đội tuyển quốc gia Pháp với 142 lần ra sân từ năm 1994 đến 2008 cho đến khi Hugo Lloris vượt qua cột mốc này vào năm 2022.
Là một cầu thủ nhanh nhẹn, mạnh mẽ và đa năng, anh ấy có khả năng chơi ở cả vị trí trung vệ hoặc hậu vệ phải, đồng thời có khả năng tấn công lẫn phòng ngự. Bất chấp lối chơi thể lực và năng nổ, Thuram được mô tả là một người "chăm chỉ" ngoài sân cỏ; Năm 2010, ông trở thành đại sứ của UNICEF, và nổi bật với các sáng kiến chống phân biệt chủng tộc.

## Đầu đời
Thuram sinh ra ở Guadeloupe tại Tây Ấn thuộc Pháp. Gia đình anh chuyển đến lục địa Pháp vào năm 1981.

## Sự nghiệp
Sự nghiệp bóng đá của Thuram bắt đầu với Monaco ở Ligue 1 vào năm 1991. Sau đó anh chuyển đến Parma (1996–2001) và sau đó là Juventus (2001–2006) với giá 25 triệu bảng, và cuối cùng là Barcelona vào năm 2006.

### Monaco
Thuram bắt đầu sự nghiệp chuyên nghiệp của mình với Monaco vào năm 1991. Anh ấy chỉ ra sân một lần trong mùa giải đó, nhưng chính thức được đôn lên đội một vào mùa giải tiếp theo, khi anh ấy có 19 lần ra sân.
Anh ấy được đưa vào đội hình xuất phát vào cuối năm 1992 và sẽ có 155 lần ra sân ở giải đấu cho đội Ligue 1, trước khi chuyển đến Parma vào mùa hè năm 1996. Anh ấy ra mắt đội tuyển quốc gia vào năm 1994, khi ở Monaco. Với Monaco, đáng chú ý nhất là ông đã giành được Coupe de France năm 1991, cũng lọt vào trận chung kết của European Cup Winners' Cup 1991–92.
Tuy nhiên, Thuram đã ghi bàn thắng UEFA Champions League duy nhất trong sự nghiệp của mình cho Monaco trong chiến thắng 4–1 trước Spartak Moscow tại mùa giải 1993–94.

### Parma
Vào tháng 7 năm 1996, Thuram thực hiện một vụ chuyển nhượng nổi tiếng đến Ý để gia nhập câu lạc bộ Serie A Parma. Trong mùa giải đầu tiên của mình, anh ấy đã có hơn 40 lần ra sân cho câu lạc bộ trên mọi đấu trường, ghi một bàn thắng, giúp Parma về nhì ở Serie A 1996–97 trước Juventus. Ông duy trì vị trí xuất phát ở hàng thủ trong suốt thời gian thi đấu cho Parma, ra sân 163 trận ở Serie A và ghi một bàn thắng ở giải đấu. Tổng cộng, ông đã có hơn 200 lần ra sân cho câu lạc bộ, thực sự tạo dựng được tên tuổi cho mình, đồng thời khoác áo đội tuyển Pháp.
Tiếp theo một mùa giải ấn tượng khác 2000–01, nơi Parma lọt vào chung kết Coppa Italia, và kết thúc mùa giải Serie A ở vị trí thứ tư, Thuram, cùng với đồng đội Gianluigi Buffon, chuyển đến Juventus. Vụ chuyển nhượng của ông khiến câu lạc bộ tiêu tốn 80 tỷ Lira Ý (41.316.552 euro).
Khi ở Parma, cùng với những người đồng đội cuối cùng của Juventus là Buffon và Fabio Cannavaro, Thuram đã giành được cả hai danh hiệu UEFA Cup và Coppa Italia trong mùa giải 1998–99, ngay sau đó là Supercoppa Italiana 1999.

### Juventus
Thuram gia nhập Juventus vào mùa hè năm 2001. Trong mùa giải đầu tiên của anh ấy với câu lạc bộ, ở vị trí hậu vệ phải, anh ấy đã giành chức vô địch Serie A 2001–02. Thuram đã xây dựng quan hệ đối tác phòng ngự với những cái tên như Ciro Ferrara, Paolo Montero, Gianluca Pessotto, Mark Luliano, Alessandro Birindelli, Igor Tudor và Jonathan Zebina Balzaretti. Sau 5 năm gắn bó với Juve, Thuram chuyển đến Barcelona sau vụ bê bối calciopoli.

### Barcelona

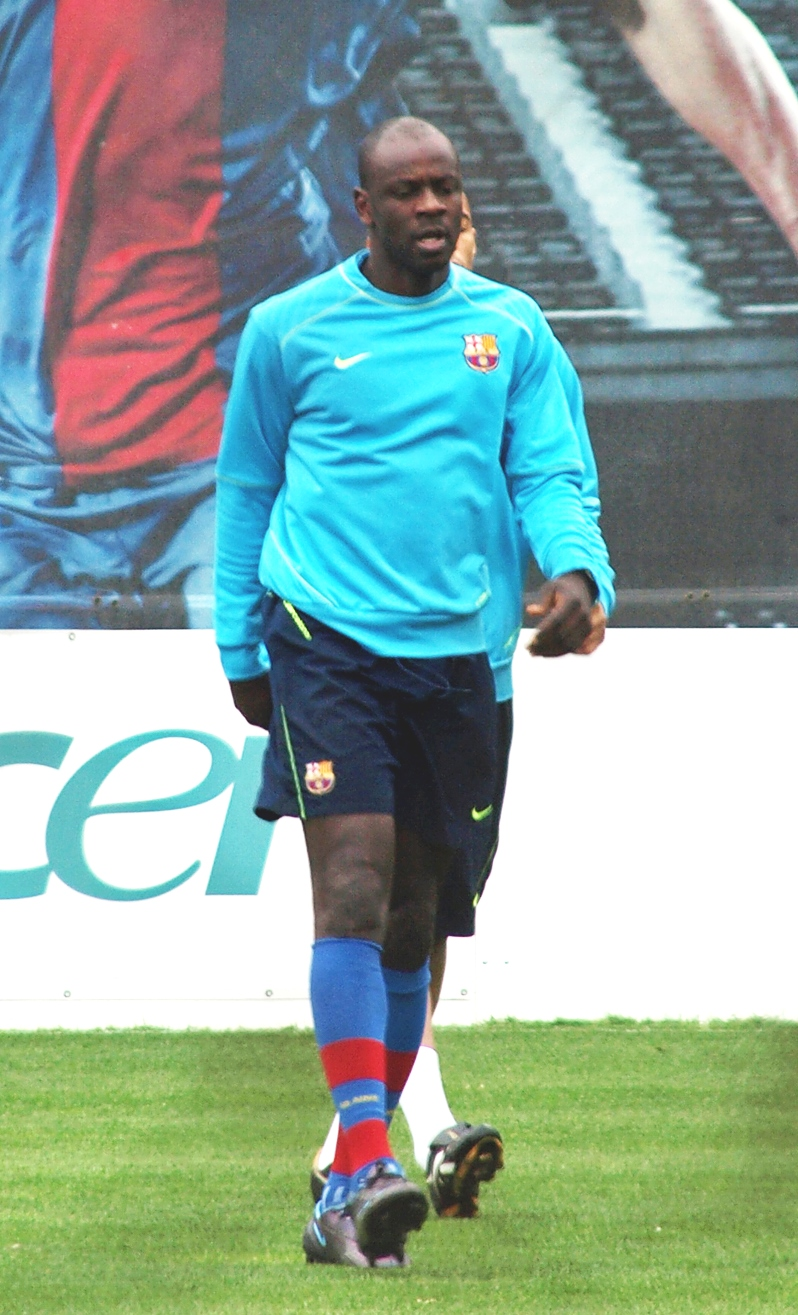
Thuram với Barcelona năm 2008

Vào ngày 24 tháng 7 năm 2006, Thuram ký hợp đồng với Barcelona với giá 5 triệu euro sau khi Juventus bị xuống hạng Serie B do vụ bê bối calciopoli.
Trong mùa giải cuối cùng của Thuram (2007–08), ông là lựa chọn thứ ba hoặc thứ tư ở vị trí trung vệ sau Carles Puyol, Gabriel Milito và Rafael Márquez.
Vào ngày 26 tháng 6 năm 2008, anh ấy được cho là đã ký hợp đồng một năm với tùy chọn thêm một năm với Paris Saint-Germain. Tuy nhiên, thỏa thuận đã bị hủy bỏ ngay sau đó vì ông được chẩn đoán mắc bệnh tim, nguyên nhân gây ra cái chết của anh trai mình. Vào ngày 2 tháng 8, ông tuyên bố từ giã sự nghiệp bóng đá chuyên nghiệp lần cuối do tình trạng sức khỏe của mình.

## Sự nghiệp quốc tế

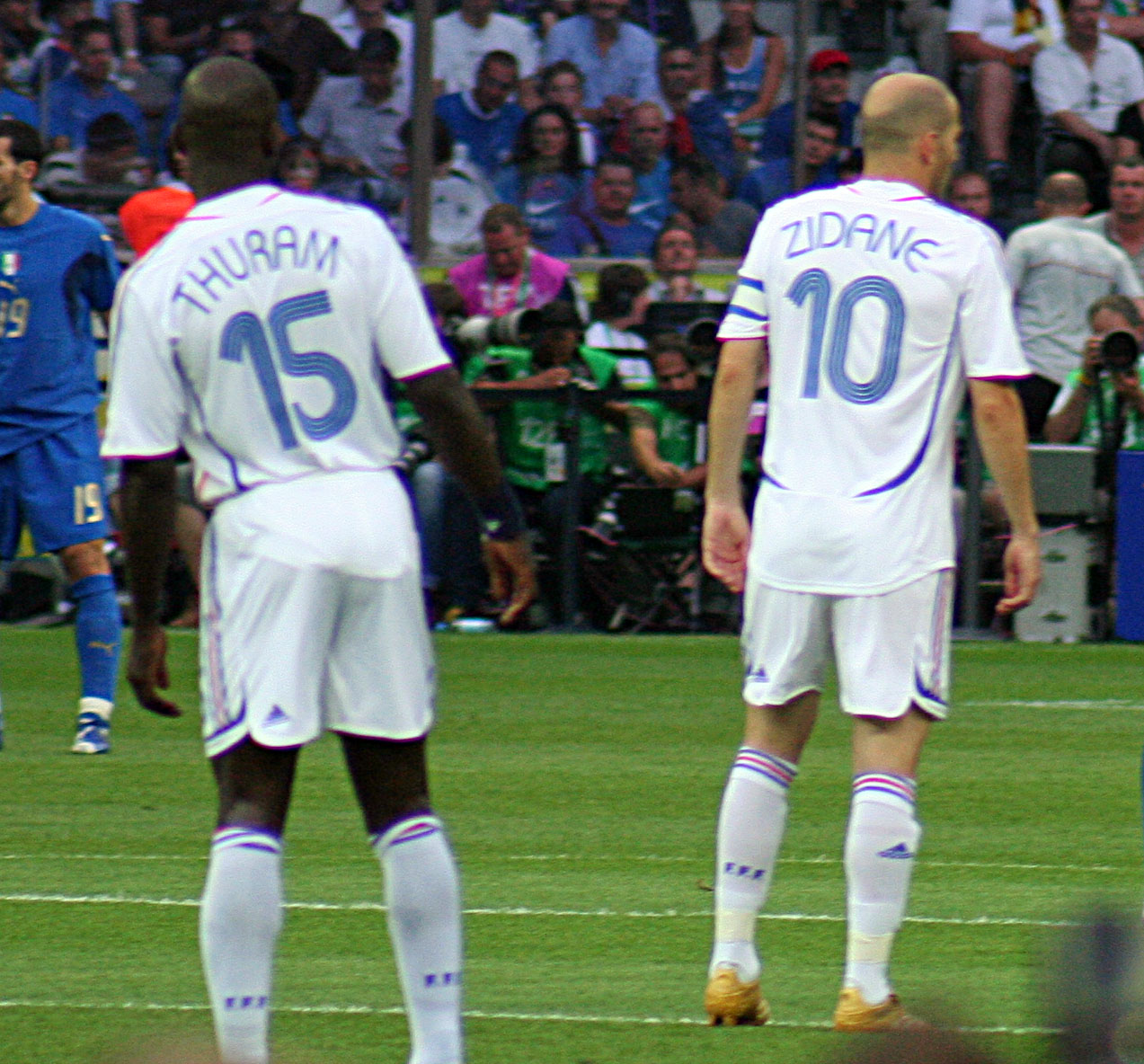
Thuram (trái) bên cạnh Zinedine Zidane, chơi cho Pháp trong trận Chung kết FIFA World Cup 2006

Thuram là một phần không thể thiếu trong chiến thắng của Pháp tại UEFA Euro 2000, giúp đội được FIFA xếp hạng số một trong giai đoạn 2001–2002. Anh cũng đã chơi ở World Cup 2002, World Cup 2006, Euro 1996, Euro 2004 và Euro 2008, cùng với chức vô địch FIFA Confederations Cup 2003. Trong chiến thắng 2-1 của Pháp trước Anh tại Euro 2004, Thuram trở thành cầu thủ Pháp thứ ba có 100 lần khoác áo đội tuyển quốc gia.

### World Cup 1998
Thuram được điền tên vào đội tuyển Pháp tham dự World Cup 1998 và đóng vai trò quan trọng trong toàn bộ giải đấu của họ. Thuram được trao quả bóng đồng với tư cách là cầu thủ sáng thứ ba của giải đấu. Anh, Bixente Lizarazu, Laurent Blanc và Marcel Desailly là những trụ cột khiến hàng thủ Pháp chỉ thủng lưới 2 bàn sau 7 trận.

#### World Cup 2006
Thuram trở lại đội tuyển Pháp vào năm 2005 sau một thời gian ngắn nghỉ thi đấu quốc tế. Anh ra sân lần thứ 116 cho Pháp trong trận đấu vòng bảng với Hàn Quốc ở Leipzig vào ngày 18 tháng 6 năm 2006. Trong trận đấu đó, anh đã cân bằng số lần khoác áo đội tuyển kỷ lục của Desailly, mà anh đã phá vỡ trong trận đấu cuối cùng của vòng bảng, với tỷ số 2–0 giành chiến thắng trước Togo ở Cologne vào ngày 23 tháng 6 năm 2006, giành được lần khoác áo thứ 117.

##### Euro 2008
Vào ngày 9 tháng 6 năm 2008, Thuram trở thành cầu thủ đầu tiên có 15 lần ra sân trong các trận chung kết Giải vô địch châu Âu của UEFA. Kỷ lục 14 lần ra sân trước đó do Zinedine Zidane, Luís Figo và Karel Poborský nắm giữ. Cùng với Claude Makelélé, anh tuyên bố giã từ sự nghiệp thi đấu quốc tế vào ngày 17 tháng 6 năm 2008. Anh kết thúc sự nghiệp của mình với đội tuyển quốc gia với tư cách là cầu thủ khoác áo ĐT Pháp nhiều nhất với 142 lần ra sân.

## Phong cách chơi
Thuram là một cầu thủ bóng đá cực kỳ thống trị, nhất quán, thể thao và quan tâm đến bóng đá, người được các chuyên gia coi là một trong những hậu vệ xuất sắc nhất thế giới trong thời kỳ đỉnh cao của anh ấy. Một cầu thủ to lớn, mạnh mẽ và đa năng, có khả năng tấn công cũng như phòng ngự, anh ta có thể chơi ở hai bên cánh hoặc trung vệ, do khả năng của anh ta bằng cả hai chân, thường xuyên luân phiên chơi ở trung vệ hoặc cánh phải.

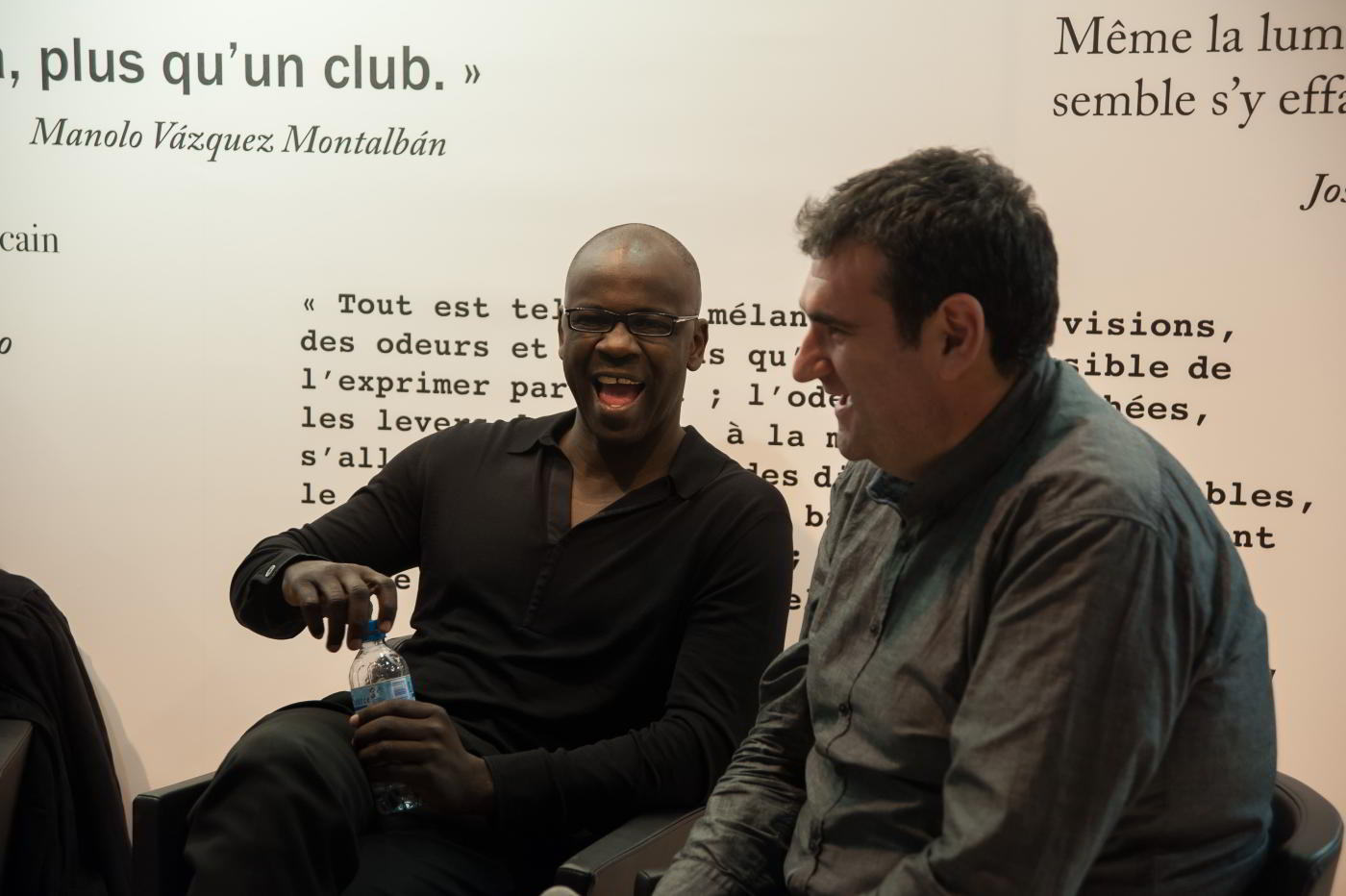

## Đời sống cá nhân
Anh họ của Thuram là cầu thủ Yohann Thuram-Ulien của Amiens. Ông có hai con trai với người vợ đầu tiên Sandra, Marcus (sinh ngày 6 tháng 8 năm 1997) và Khéphren (sinh tháng 1 năm 2001) và cả hai đều trở thành cầu thủ bóng đá chuyên nghiệp. 

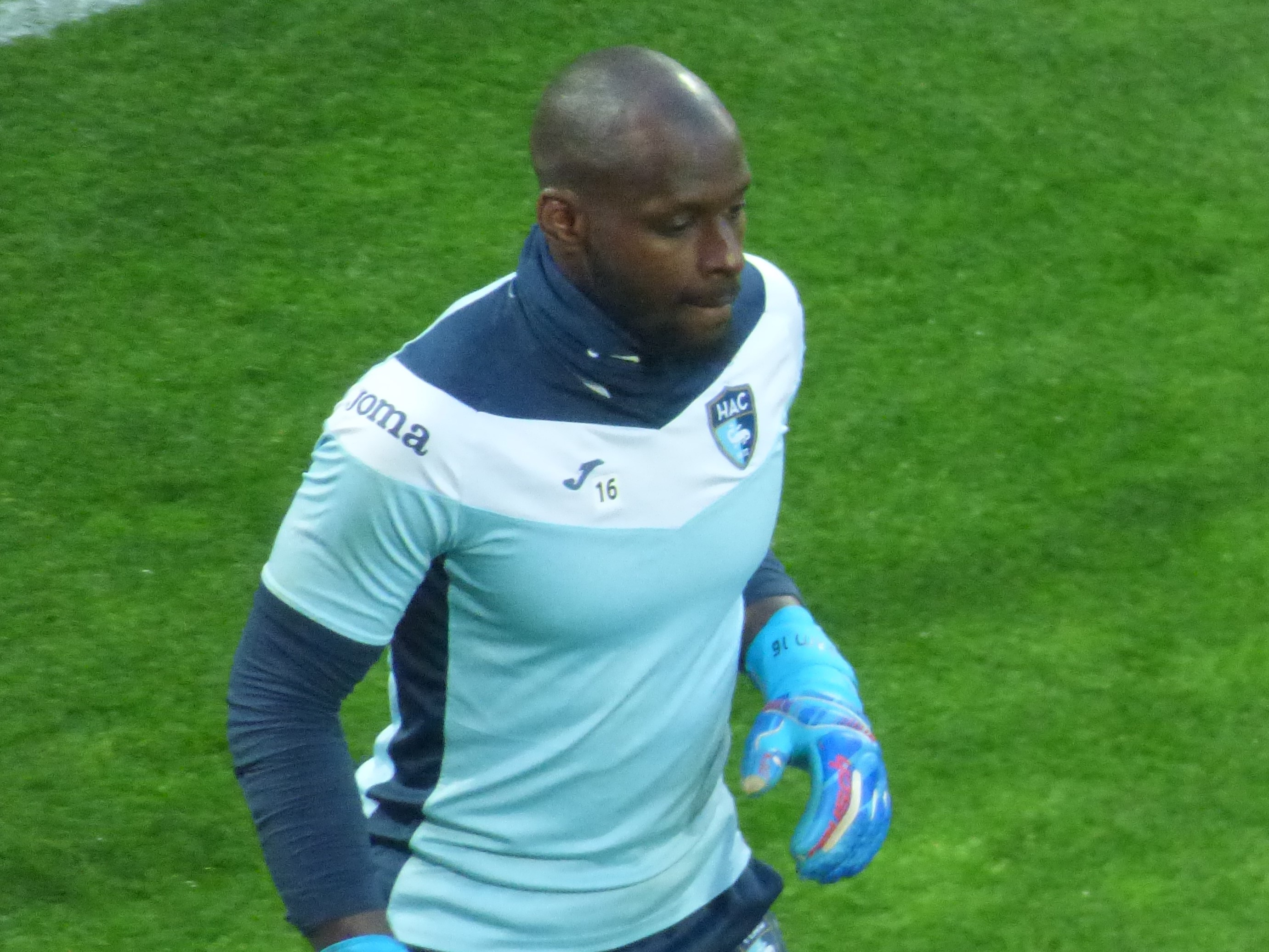
Anh họ của Thuram là cầu thủ Yohann Thuram-Ulien của Amiens

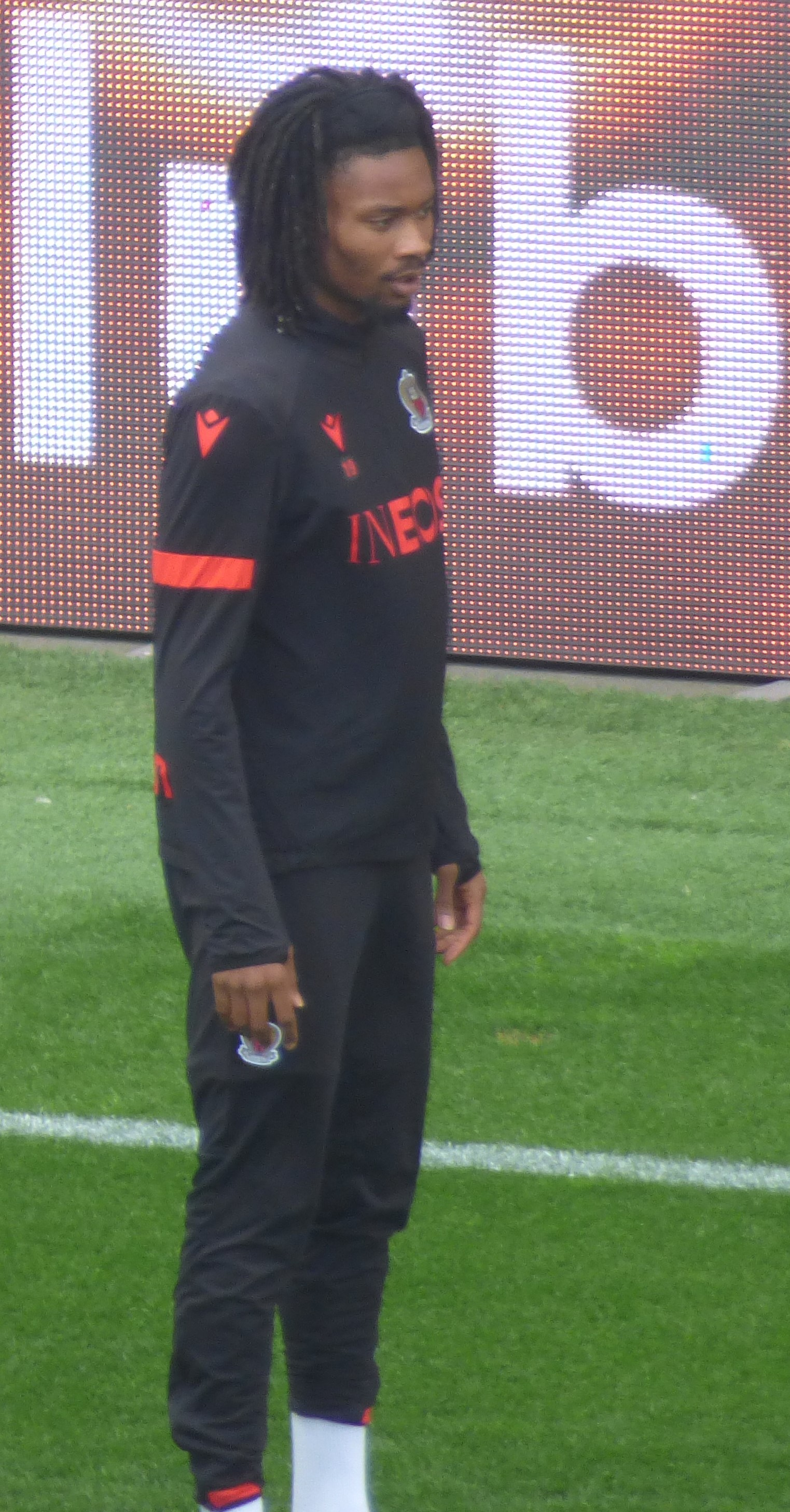
Con trai Khéphren (sinh tháng 1 năm 2001) đang chơi cho OSC Nice

Từ năm 2007 đến năm 2013, Thuram có mối quan hệ với Karine Le Marchand , một người dẫn chương trình truyền hình người Pháp.

## Tham gia chính trị
Thuram luôn thể hiện sự can dự chính trị và thường xuyên lên tiếng chống lại nạn phân biệt chủng tộc. Trong cuộc bạo loạn ở Pháp vào tháng 11 năm 2005, Thuram đã đứng lên chống lại Nicolas Sarkozy, người đứng đầu đảng chính trị bảo thủ (và là tổng thống tương lai) UMP. Anh cũng đã tham gia vào các chiến dịch ủng hộ ngôn ngữ Catalan ở Bắc Catalonia.

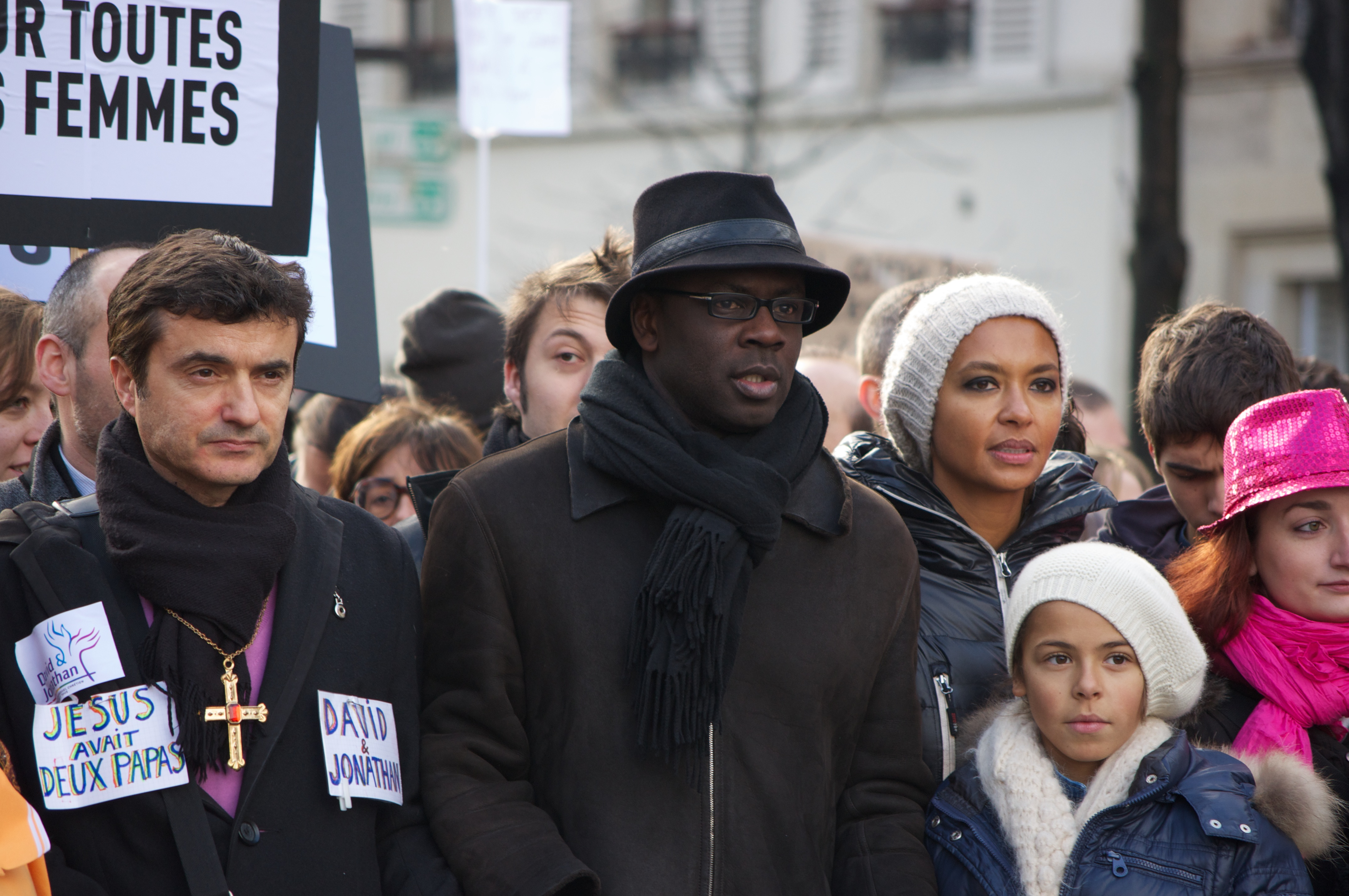
Thuram trong một cuộc tuần hành năm 2013 qua Paris của những người ủng hộ hôn nhân đồng giới ở Pháp.

Vào tháng 1 năm 2013, Thuram tham gia một cuộc tuần hành qua Paris của những người ủng hộ kế hoạch hợp pháp hóa hôn nhân đồng giới của chính phủ Ayrault. Trước đó, anh ấy giải thích rằng anh ấy ủng hộ hôn nhân đồng giới vì bình đẳng (so sánh việc từ chối quyền bình đẳng của người đồng tính với quyền bị từ chối của phụ nữ và nam giới) Thuram cũng bày tỏ sự ủng hộ đối với quyền nhận con nuôi của các cặp vợ chồng cùng giới.

## Thống kê sự nghiệp
| # | Ngày               | Địa điểm                           | Đối thủ | Bàn thắng | Kết quả | Giải đấu       |
| - | ------------------ | ---------------------------------- | ------- | --------- | ------- | -------------- |
| 1 | 8 tháng 7 năm 1998 | Stade de France, Saint-Denis, Pháp | Croatia | 1–1       | 2–1     | World Cup 1998 |
| 2 | 8 tháng 7 năm 1998 | Stade de France, Saint-Denis, Pháp | Croatia | 2–1       | 2–1     | World Cup 1998 |

## Danh hiệu
- AS Monaco (1991–1996)
  - Cup quốc gia Pháp: 1990/91
- Parma (1996–2001)
  - Cup UEFA: 1998/99
  - Cúp Ý: 1998/99
  - Siêu Cup Ý: 1999
- Juventus (2001–2006)
  - Vô địch Serie A: 2001/02 2002/03 (2004/05 & 2005/06 câu lạc bộ bị tước danh hiệu)
  - Siêu Cup Ý: 2002, 2003
- FC Barcelona (2006–2008)
  - Siêu Cup Tây Ban Nha: 2006
- Đội tuyển Pháp (1994-2008)
  - Vô địch thế giới: 1998, hạng 2: 2006
  - Vô địch châu Âu: 2000